# Żołna (Poméranie)
Pour les articles homonymes, voir Żołna.
Żołna est une localité polonaise de la gmina rurale de Przechlewo située dans le powiat de Człuchów en voïvodie de Poméranie. Elle se trouve à environ 19 km au nord-ouest de Człuchów et 110 km au sud-ouest de la capitale régionale Gdańsk.

## Géographie

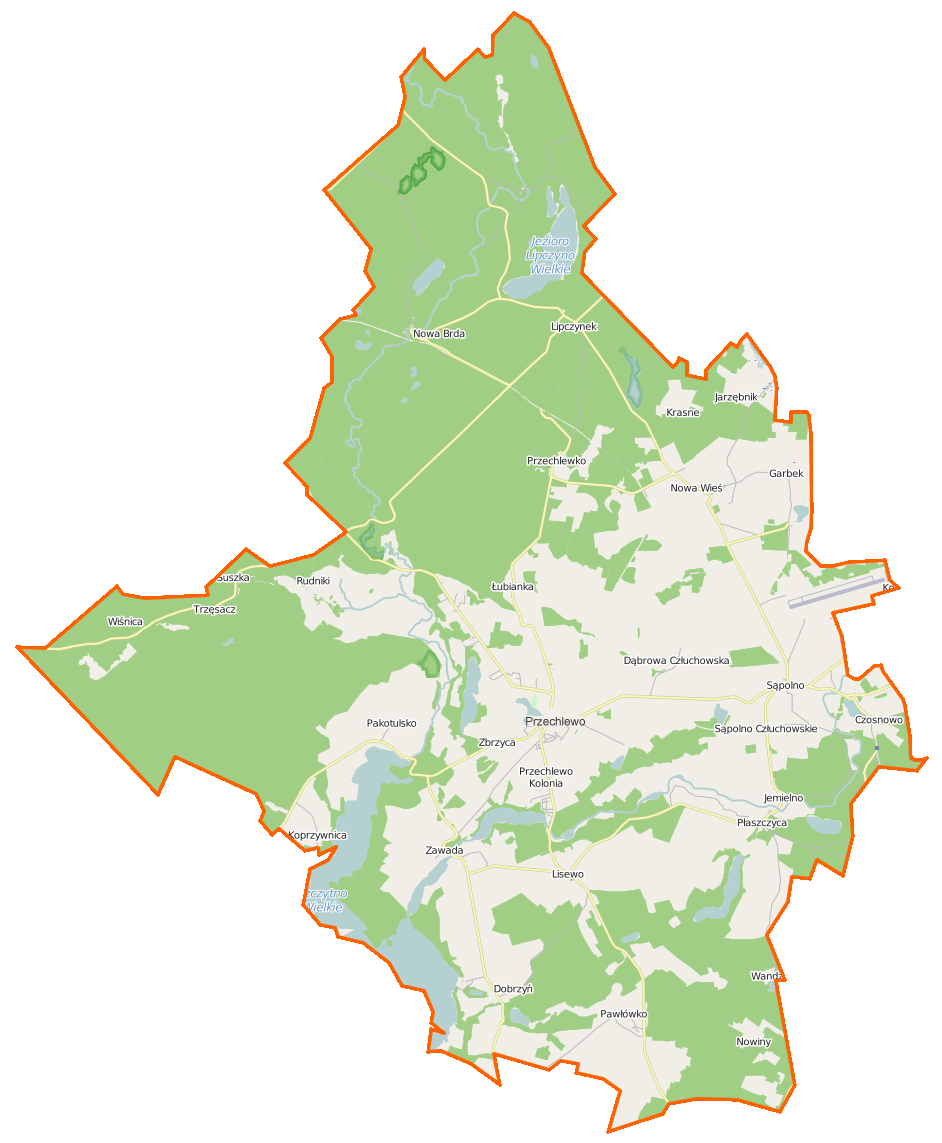
Carte de la gmina de Przechlewo.